# Ramaria longissimispora
Ramaria longissimispora är en svampart som beskrevs av McAfee & Grund 1982. Ramaria longissimispora ingår i släktet Ramaria och familjen Gomphaceae.   Inga underarter finns listade i Catalogue of Life.